# Војислав К. Стојановић
Војислав К. Стојановић (Ниш, 1906 — Београд, 1991) био је српски лекар, научник и професор у области кардиохирургије, санитетски пуковник, управника Главне војне болнице Југословенске армије и учесник НОБ, носилац Споменице 1941.

## Живот и каријера
Рођен је 1906. године у Нишу, од оца Крсте и мајке Зорке Вучковић. где је завршио основно и средње школовање. На Медицинском факултету у Београду дипломирао је 1929. године. У току студија, три године радио је као студент-асистент на анатомији, а касније као лекар.
По ступању у војну службу почео је специјализацију из хирургије и истовремено вршио дужност секундарног лекара. По завршеној специјализацији радио је као шеф Хируршког одељења Косовске сталне војне болнице. Године 1938. поднео је оставку и постао шеф Хируршког одељења Бановинске болнице у Прокупљу.
Од 1941. године до Ослобођења Југославије учествовао је у НОБ-у као хирург, а 1944. постављен је за главног хирурга Главног штаба НОВ и ПОЈ за Србију. Руководио је хируршком службом на Сремском фронту. По окончању Другог светског рата године 1945. постао је главни хирург и управник Главне војне болнице у Београду, од марта до јула 1945. године, а од 1948. и главни хирург ЈНА. Демобилисао се септембра 1949. као санитетски пуковник у резерви.
Убрзо по демобилизацији изабран је за управника тадашње IV хируршке клинике, затим за управника новоосноване Друге хируршке клинике, и на тој дужности остаје све до одласка у пензију 1977. године (у својству научног саветника Медицинског факултета и II хируршке клинике).
Марта 1955. изабран је за редовног професора, а 1956. године за Шефа катедре хирургије Медицинског факултета у Београду. Био је председник Савеза удружења универзитетских наставника и других нучних радника Југославије, председник Међународног удружења универзитетских професора и доцената (IAPUL) и председник Европског друштва за кардиоваскуларну хирургију.

## Дело
Војислав К. Сојановић је био пионир кардијалне и васкуларне хирургије на простору тадашње Југославије. Први је применио локалну хипотермију у хирургији отвореног срца, која је касније у свету уведена као рутинска метода. Увео је и оригиналну концепцију и успешну експерименталну и клиничку примену (међу првима у свету) алопластичне трансплантације, код повреда вена у циљу успешног што дужег обезбеђења крвотока кроз главно стабло и касније успешно развијање колатерарне мреже, као и метода премошћавања оклудираних артерија, посебно код десног срца. Као посебно оригиналне доприносе Војислава К. Сојановића, треба истаћи: оригинални поступак за комисупротомију код митралних стеноза са сопственим инструментом познатим под именом „жичани валвулотом“. Она је постала део оригиналне концепције и успешне клиничке примене у хируршком лечењу урођених стеноза плућне артерије операцијом на „сувом срцу у нормотермији“.
Био је један од најактивнијих чланова Хируршке секције Српског лекарског друштва, оснивач Научног друштва Србије 1969. године и његов дугогодишњи председник, Председник Савеза удружења универзитетских наставника и других научних радника Југославије, председник Међународног друштва универзитетских професора и доцената, један од оснивача и председника Европског друштва за кардиоваскуларну хирургију.
Био је и члан Међународног хируршког друштва, Француске академије хирургије и Националне медицинске академије Француске.
Био је гостујући професор на најпрестижнијим универзитетским центрима у Француској, Немачкој, Италији, Енглеској, Либији, САД и СССР-у. Неколико пута је позиван од стране УНЕСКО-а ради помоћи у решавању проблема из области наставе и високошколских установа (члан Комисије експерата, са задатком за припрему конференције министара просвете у Бечу 1967. године, учесник конференције по питању стандардизације диплома у Москви 1968. године, итд.) Одржао је бројна предавања и изводио демонстрационе операције у Југославији и свету.
Објавио је више од 480 радова и пет књига, од којих у земљи око 300, а у иностранству око 180.

## Признања
Носилац је;
- Партизанске споменице 1941
- Француског ордена Легије части,
- Медаља Универзитета у Стразбуру,
- Медаље Академије наука СССР-а,
- Медаље Хумболтовог универзитета,
- Медаље Универзитета у Глазгову,
- Медаље Института академије меди цинских наука за хирургију срца и крвних судова и На учног друштва хирурга СССР-а
- Медаље „Туркинија” чехословачког удружења хирурга.

Добитник је:
- Октобарске награде Београда 1962. године,
- Седмојулске награде 1969,
- Награде АВНОЈ-а 1976. године.